# Dúbravka, Michalovce
Dúbravka este o comună slovacă, aflată în districtul Michalovce din regiunea Košice. Localitatea se află la altitudinea de 105 m deasupra n.m., se întinde pe o suprafață de 10,21 km2 și în 2017 număra 674 de locuitori.

## Istoric
Localitatea Dúbravka este atestată documentar din 1409.

## Demografie
| An:                | 1994 | 2004   | 2014   | 2024   |
| ------------------ | ---- | ------ | ------ | ------ |
| Număr de persoane: | 703  | 661    | 693    | 663    |
| Diferență:         |      | −5,97% | +4,84% | −4,32% |

| An:                | 2023 | 2024   |
| ------------------ | ---- | ------ |
| Număr de persoane: | 659  | 663    |
| Diferență:         |      | +0,60% |